# Verner I, Conde de Klettgau
Verner I, Conde de Klettgau (c. 1030 - 11 de novembro de 1096) foi um nobre alemão pertencente a Casa de Habsburgo e conde de Klettgau, sendo o seu pai Rabodo de Klettgau fundador da mesma. Ele era um ancestral de Rodolfo I da Germânia.
Verner, conhecido também como "Verner, o piedoso". Sua mãe era Ida da Lorena (conhecida como Ita von Lothringen), filha de Frederico I da Lorena e Beatriz de França, seu pai Rabodo de Klettgau era filho de Lanzelin de Klettgau e de mãe desconhecida.
Casou-se em 1057 com Reginlinde de Nellenbourg (1027–1090) com quem teve dois filhos: 
- Otto II, Conde de Habsburgo, que o sucedeu como conde de Klettgau, reinando de 1096 - 1111. Com descendência.
- Alberto II, Conde de Klettgau, conhecido como Albrecht II ou Adalberto II, foi oficial de justiça da abadia de Muri. Sem descendência.

## Política
Por volta de 1082 adquiriu o título de "Conde de Habsburgo" por conta de suas conquistas nas terras no norte da atual Suíça, aproximadamente no castelo de Habichtsburg (e é desse castelo que se originou o nome da casa de Habsburgo) em Argóvia. No mesmo ano, renunciou o domínio sobre a abadia de Muri, fato com que culminou que os antigos costumes eremitas fossem abolidos pelos monges da Ordem de São Bento.
Por conta de sua suposta proximidade com os Condes de Rheinfelden foi a favor do Anti-rei dos romanos Rodolfo da Suábia (1077 - 1080). Verner I foi defensor do papado durante a controvérsia das Investiduras.